# Eudontomyzon mariae
Chișcar de râu, este o specie de Chișcar  din familia Petromyzontidae. Se găsește în zone de apa salmastra și de apă dulce din Austria, Belarus, Bulgaria, Republica Cehă, Georgia, Ungaria, Moldova, Macedonia de Nord, Polonia, România, Rusia, Serbia și Muntenegru, Slovacia, Turcia și Ucraina. A invadat chiar si bazinul raului Volga. Ajunge la maxim 22 de centimetri, isi are habitaclul la baza muntilor, in zone cu apa curata si cu curenti puternici. Nu este pe cale de disparitie.